# Preço
Em economia, contabilidade, finanças e negócios, preço é o valor monetário expresso numericamente associado a uma mercadoria, serviço ou patrimônio. O conceito de preço é central para a microeconomia, onde é uma das variáveis mais importantes na teoria de alocação de recursos (também chamada de teoria dos preços). 
Em marketing, preço é uma das quatro variáveis no composto mercadológico, ou marketing mix, que os mercadólogos usam para desenvolver um plano de marketing. Segundo Jay Conrad Levinson, 14% dos consumidores decidem suas compras baseando-se exclusivamente no preço. Computa-se no preço, não apenas o valor monetário de um produto, mas tudo aquilo que o consumidor tem que sacrificar ao adquirir um bem. 
Normalmente o chamado "preço de custo" é o trabalho e a dificuldade para adquirir o produto. Por isso, os mercadólogos incluem em suas considerações os custos contábeis indiretos, custos de manutenção, a necessidade de recompra, e econômicos como mesmo a energia física, o tempo e o custo emocional de se adquirir uma oferta. Outras espécies de preço são:
- Preço de atacado e varejo - determinado pelo volume de vendas;
- Preço corrente - determinado no mercado de oferta e procura;
- Preço justo - conceito capitalista que se opõe à mais valia socialista.

## Estratégias de preço
- Diminuição dos custos indiretos
- Valorização da oferta
- Penetração de mercado
- Pacote de valor
- Liderança de preços
- Preços promocionais
- Descontos
- Concessões
- Financiamentos
- Preço segmentado
- Diversidade na forma de pagamento
- Preço dinâmico
- Negociação
- Prazos flexíveis

## Outra definição
O preço de venda é o valor que deverá cobrir o custo direto da mercadoria/produto/serviço, as despesas variáveis, como impostos, comissões, etc. As despesas fixas proporcionais, ou seja, aluguel, água, luz, telefone, salários, pró-labore, etc., e ainda, sobrar um lucro líquido adequado.

## Tabelamentos de preços no Brasil
No Brasil, desde a Constituição Federal de 1946 (artigo 148) existe a preocupação com o "abuso econômico" e a possibilidade de "repressão" por parte do Estado que acabou por ser regulada pela Lei Antitruste (nº 4.137 de 10.09.1962). A Lei dos Crimes contra a Economia Popular (nº 1.521 de 26.12.1951) dispunha como tal a venda ou oferecimento ao público de preço superior ao tabelado (artigo 2º, Inciso VI). A lei foi usada contra aqueles que desrespeitaram também o "congelamento de preços", instituído pelos planos econômicos a partir do Plano Cruzado de 1986.

## Preço e valor
O paradoxo do valor foi observado e debatido por economistas clássicos . Adam Smith descreveu o que agora é chamado de paradoxo da água diamante: os diamantes comandam um preço mais alto do que a água, mas a água é essencial para a vida e os diamantes são apenas uma ornamentação. O valor de uso deveria dar alguma medida de utilidade, posteriormente refinada como benefício marginal (que é utilidade marginal contada em unidades comuns de valor) enquanto valor de troca era a medida de quanto um bem era em termos de outro, ou seja, o que é agora chamado preço relativo . 

## Teoria da Escola Austríaca
Uma solução oferecida ao paradoxo do valor é através da teoria da utilidade marginal proposta por Carl Menger , um dos fundadores da Escola Austríaca de Economia.
Como William Barber colocou, a volição humana, o sujeito humano, foi "levada ao centro do palco" pela economia marginalista, como uma ferramenta de barganha. Os economistas neoclássicos procuraram esclarecer as escolhas abertas aos produtores e consumidores em situações de mercado, e assim "os temores de que as clivagens na estrutura econômica possam ser intransponíveis poderiam ser suprimidas". [2]
Sem negar a aplicabilidade da teoria austríaca do valor apenas como subjetiva , em certos contextos de comportamento de preços, o economista polonês Oskar Lange achava que era necessário tentar uma integração séria dos insights da economia política clássica com a economia neoclássica. Isso resultaria então em uma teoria muito mais realista do preço e do comportamento real em resposta aos preços. A teoria marginalista carecia de algo como uma teoria do quadro social do funcionamento real do mercado, e as críticas desencadeadas pela controvérsia sobre o capital iniciada por Piero Sraffa revelaram que a maioria dos princípios fundamentais da teoria marginalista do valor ou reduzida a tautologias, ou que a teoria era verdadeira apenas se as condições contrafactuais se aplicassem. [ citação necessário ]
Um insight muitas vezes ignorado nos debates sobre a teoria dos preços é algo de que os empresários estão cientes: em mercados diferentes, os preços podem não funcionar de acordo com os mesmos princípios, exceto em algum sentido muito abstrato (e, portanto, pouco útil). Dos economistas políticos clássicos a Michal Kalecki , sabia-se que os preços dos bens industriais se comportavam de maneira diferente dos preços dos produtos agrícolas, mas essa ideia poderia ser estendida ainda a outras classes amplas de bens e serviços